# 髻
| ウィキペディアには「髻」という見出しの百科事典記事はありません（タイトルに「髻」を含むページの一覧/「髻」で始まるページの一覧）。 代わりにウィクショナリーのページ「髻」が役に立つかもしれません。 |